# D-Day (игра, 1984)
D-Day — пошаговая стратегическая компьютерная игра для ZX Spectrum, выпущенная в 1984 году компанией Games Workshop, известной своими настольными варгеймами.

## Игровой процесс
D-Day — это варгейм, имитирующий высадку в Нормандии во время Второй мировой войны. Управление боевыми действиями осуществляется на уровне взвода. D-Day позволяет игроку управлять подразделениями, представляющими различные рода войск Второй мировой войны, включая танки, артиллерию, грузовики, десантные корабли и пехотные группы. В игре представлены четыре детализированных сценария, основанных на исторических событиях: «Высадка», «Прорыв», «В Арнем» и «Вторжение в Арнем».
Игроки управляют отдельными юнитами, отдавая им приказы при помощи курсора. Каждый сценарий рассчитан на двух игроков, сражающихся друг с другом.

## Техническая реализация
D-Day написана на языке Basic и не имеет защиты от копирования. В руководстве приведены инструкции по резервному копированию игры.

## Восприятие
В предварительном обзоре в Crash № 9 (октябрь 1984 года) Роджер Кин назвал D-Day «идеальным для игры по почте» и «классической стратегической военной игрой, которая требует большого мастерства и принятия правильных решений против другого игрока».
Эндрю Миллер, обозревая D-Day для White Dwarf, присвоил ему общую оценку 9 из 10, указав, что «механика игры настолько проста, что в нее может играть каждый, но при этом с точки зрения стратегии D-Day не имеет себе равных».
Майк Синглтон написал обзор D-Day для Computer & Video Games. Он отметил отличный внешний вид игры, с красочной и четкой картой и счёл систему приказов простой в использовании. В то же время, он указал, что найти противников для игры вдвоём может быть сложно, а продолжительность игры, в которой каждый ход занимает до получаса, может отпугнуть игроков. В целом он оценивает игру как «высококачественную».
Home Computing Weekly по поводу игры писал: «конечно, не для любителей игровых автоматов. Но ценителям жанра может понравиться».